# AT-RT
El AT-RT (All Terrain Recon Transport, lit. "transporte de reconocimiento todo terreno") es un vehículo del universo de ficción de La guerra de las galaxias. Estos fueron diseñados por los Astilleros de Kuat para proporcionar a un soldado clon una potencia de fuego potente con la que combatir a otra infantería o tanques con poco blindaje. Es un vehículo de ataque ligero que permite efectuar ataques rápidos y sorpresa con gran efectividad.

## Descripción
Sus firmes patas le permiten alcanzar una velocidad considerable, pudiéndola utilizar para cargar contra el enemigo. También podía saltar una distancia considerable gracias a su construcción ligera. Posee un cañón bláster de repetición y una lanza mortero que hacían una formidable unidad contra la infantería de droides de batalla.
Su diseño de cabina abierta hizo al conductor especialmente vulnerable al fuego, su principal defecto, pero la buena visibilidad del campo de batalla, la agilidad y ligereza del vehículo  compensaron esta deficiencia.

## Tras la guerra
Tras las guerras Clon, fue usado mayoritariamente en labores policiales, y gracias a su maniobrabilidad y la inclusión de luces y mejores sistemas de comunicación, hicieron que destacara en este propósito.